# PIDE
La Policía Internacional y de Defensa del Estado (en portugués: Polícia Internacional e de Defesa do Estado o PIDE) fue la policía secreta del Estado Novo en Portugal, liderado durante su mayor parte por António de Oliveira Salazar. Como tal fue la principal herramienta de represión utilizada por el régimen para aplastar cualquier tipo de oposición interna. El nombre de PIDE fue utilizado entre 1945 y 1969, aunque se suele referir con esa denominación a la policía política del régimen durante toda su historia.

## Historia

### Orígenes y primeros años
Los orígenes de la PIDE se remontan a 1933, año de la instauración oficial del Estado Novo. Bajo dirección del mismo Salazar, es creada la Policía de Vigilancia y Defensa del Estado (PVDE), con dos secciones principales:
- Sección de Defensa Social y Política, con el objetivo de reprimir acciones de oposición política, imponer censura, etc.
- Sección Internacional, utilizada para controlar la inmigración, deportaciones y servicios secretos y de inteligencia.

En 1936 se creó el campo de concentración de Tarrafal, en Cabo Verde, bajo control directo de la PVDE, como lugar de destino para los presos políticos portugueses considerados más peligrosos por el régimen. Durante las más de cuatro décadas de dictadura, 32 personas fueron asesinadas en Tarrafal, que fue conocido como el "campo de la muerte lenta" por lo crueles de los métodos de tortura allí aplicados. A partir de 1936 y 1937, con la guerra civil española como contexto y un atentado fallido contra Salazar por parte de militantes anarquistas, se acentuó la represión, especialmente contra el Partido Comunista Portugués (PCP).
Son recibidos varios instructores alemanes e italianos, que intentan adaptar la PVDE a la estructura y métodos de la Gestapo. Durante la Segunda Guerra Mundial, Portugal se convierte en el país del espionaje, debido al exilio de importantes personalidades en su seno, y a la colaboración entre la PVDE y la Gestapo.

### Los años de la PIDE

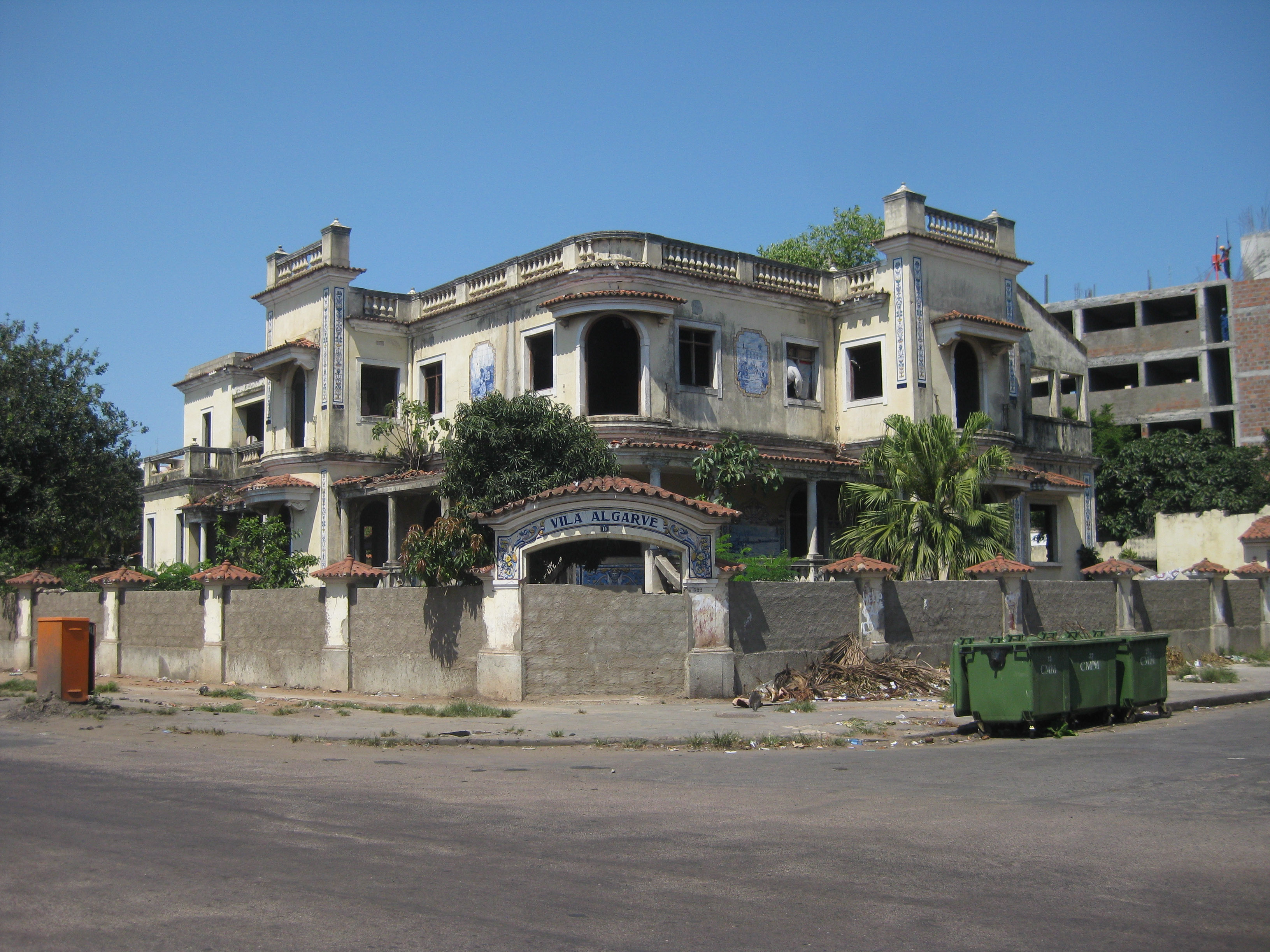
Vila Algarve, antigua cárcel de la PIDE en Maputo (Mozambique).

En 1945, la PVDE es disuelta y sustituida por la PIDE, que a partir de entonces fija como su modelo a Scotland Yard. Se convierte en una sección de la Policía Judiciária (Policía Judicial), y sigue manteniendo su status de aparato de represión del régimen salazarista. La PIDE, al igual que la PVDE, se dividió en dos secciones principales:
- Funciones administrativas (que incluían servicios de inmigración)
- Funciones criminales (represión y seguridad del Estado)

La PIDE es considerada por muchos analistas como uno de los servicios secretos más efectivos y funcionales de la historia. Con celdas secretas en todo el territorio portugués, consiguió infiltrarse en todos los movimientos opositores, como el Partido Comunista o los movimientos independentistas de Angola y Mozambique. Contaba así mismo con centenares de colaboradores civiles, los llamados bufos, que actuaban como espías entre la población. Esto le hacía capaz de controlar cada aspecto de la vida diaria de Portugal. Debido a ello, miles de portugueses fueron arrestados y torturados en las prisiones de la PIDE. A partir de la guerra en las colonias de África, la PIDE intensificó su actividad.
La acción represora de la PIDE contaba con la asistencia de una red de confidentes e informadores que se extendía por todo el país. Sin embargo, a pesar de la dureza de su represión, "las detenciones y la tortura nunca alcanzaron las proporciones de la España franquista".
En 1969, Marcelo Caetano (sucesor de Salazar) renombró a la PIDE como Dirección General de Seguridad (DGS), en un intento más de aparecer ante la creciente oposición a la dictadura como una medida "democratizadora" y de progresiva reducción de la represión interna.

### Revolución de los Claveles y desaparición
El final de la PIDE coincidió con uno de los sucesos más dramáticos de la Revolución de los Claveles, el 25 de abril de 1974. En plena insurrección, miles de manifestantes rodearon la sede de la PIDE/DGS, en la calle António María Cardoso de Lisboa. Allí se atrincheraban como último bastión de la dictadura decenas de agentes secretos, que abrieron fuego contra la multitud, asesinando a cuatro manifestantes. Esta fue la última y casi la única resistencia de sectores del régimen contra la Revolución. Ese mismo día, la detestada policía política fue disuelta oficialmente. En los días posteriores al 25 de abril fueron destruidos miles de archivos y muchos altos agentes de la PIDE huyeron a la España franquista. Algunos otros archivos fueron capturados por el Partido Comunista y entregados al KGB soviético.
Tras el triunfo de la Revolución, la ira popular se extendió en todo Portugal contra los colaboradores de la PIDE, los bufos, señalados y linchados en las calles. Sin embargo, en las colonias siguió actuando durante algunos años con el nombre de Policía de Información Militar.
Una comisión gubernamental procedió a la disolución de la PIDE/DGS tras la Revolución y archivó toda su documentación en el Archivo Nacional de 'Torre do Tombo'. Sus páginas pueden ser consultadas, pero aún no se tiene acceso a los nombres de sus agentes y altos cargos. No obstante, el nuevo régimen democrático castigó o purgó a sus antiguos miembros. Los únicos agentes de la PIDE juzgados fueron los responsables del asesinato del dirigente opositor Humberto Delgado, siendo condenados in absentia, la cual todavía no han cumplido.
El último jefe de la PIDE fue el mayor Jose Silva Pais, que tras permanecer en la cárcel acusado del asesinato de Humberto Delgado hasta 1980 fue dejado en libertad por motivos de salud. Pais murió un año después.

## Enlaces
- Documentación de la PIDE/DGS en el Archivo Nacional

- Datos: Q958917
- Multimedia: Polícia Internacional e de Defesa do Estado / Q958917